# Olio di balena
L'olio di balena è l'olio ottenuto dal grasso di diverse specie di cetacei. L'olio di balena più importante è lo spermaceti che si ottiene dai capodogli. Altri cetacei molto rinomati per la qualità del loro olio sono le tre specie di balena franca (Eubalaena japonica, Eubalaena glacialis ed Eubalaena australis) e la balena di Groenlandia.

## Fabbricazione
L'olio di balena era ottenuto bollendo strisce di grasso raccolte dalle balene. Questo processo era chiamato "purificazione" (trying out). La bollitura era effettuata a terra nel caso di balene catturate vicino alla riva o spiaggiate. Nelle spedizioni baleniere più lunghe in alto mare, la purificazione era effettuata sulla nave stessa, così che la carcassa di scarto poteva essere gettata via per fare spazio alla pesca successiva.
I misticeti (le balene con i fanoni) erano generalmente la propria principale fonte di olio di balena. L'olio dei misticeti è composto esclusivamente di trigliceridi, mentre quello degli odontoceti (le balene dentate) contiene molti esteri cerosi. Le balene franche erano considerate i bersagli ideali della caccia alla balena. Sono lente, docili e restano a galla quando vengono uccise. Esse producono una gran quantità di olio di alta qualità e di osso di balena. Furono cacciate fino quasi all'estinzione.

## Chimica
L'olio di balena ha bassa viscosità (inferiore all'olio d'oliva), è chiaro ed il colore varia da un giallo miele brillante a un marrone scuro, secondo la condizione del grasso animale dal quale è stato estratto e la raffinazione alla quale è stato sottoposto. Ha un forte odore di pesce. Quando viene idrogenato, diventa solido e bianco e perde il suo gusto e il suo odore sgradevole.
La composizione dell'olio di balena varia a seconda delle specie dalle quali è stato ricavato e in base al metodo con cui è stato raccolto e lavorato. L'olio di balena è composto principalmente di trigliceridi (molecole di acidi grassi attaccati a una molecola di glicerolo). L'olio ricavato dalle balene dentate conterrà una sostanziale quantità di esteri cerosi (specialmente l'olio dei capodogli). La maggior parte degli acidi grassi sono insaturi. Gli acidi grassi più comuni sono l'acido oleico e i suoi isomeri (catene di carbonio 18:1).
L'olio di balena è eccezionalmente stabile.
| Gravità specifica         | da 0,920 a 0,931 a 15,6 °C (60,1 °F) |
| Punto di infiammabilità   | 230 °C (446 °F)                      |
| Numero di saponificazione | 185-202                              |
| Materia insaponificabile  | 0-2%                                 |
| Indice di rifrazione      | 1,4760 a 15 °C (59 °F)               |
| Numero di iodio (Wijs)    | 110-135                              |
| Viscosità                 | 35-39,6 cSt a 37,8 °C (100,0 °F)     |

## Applicazioni

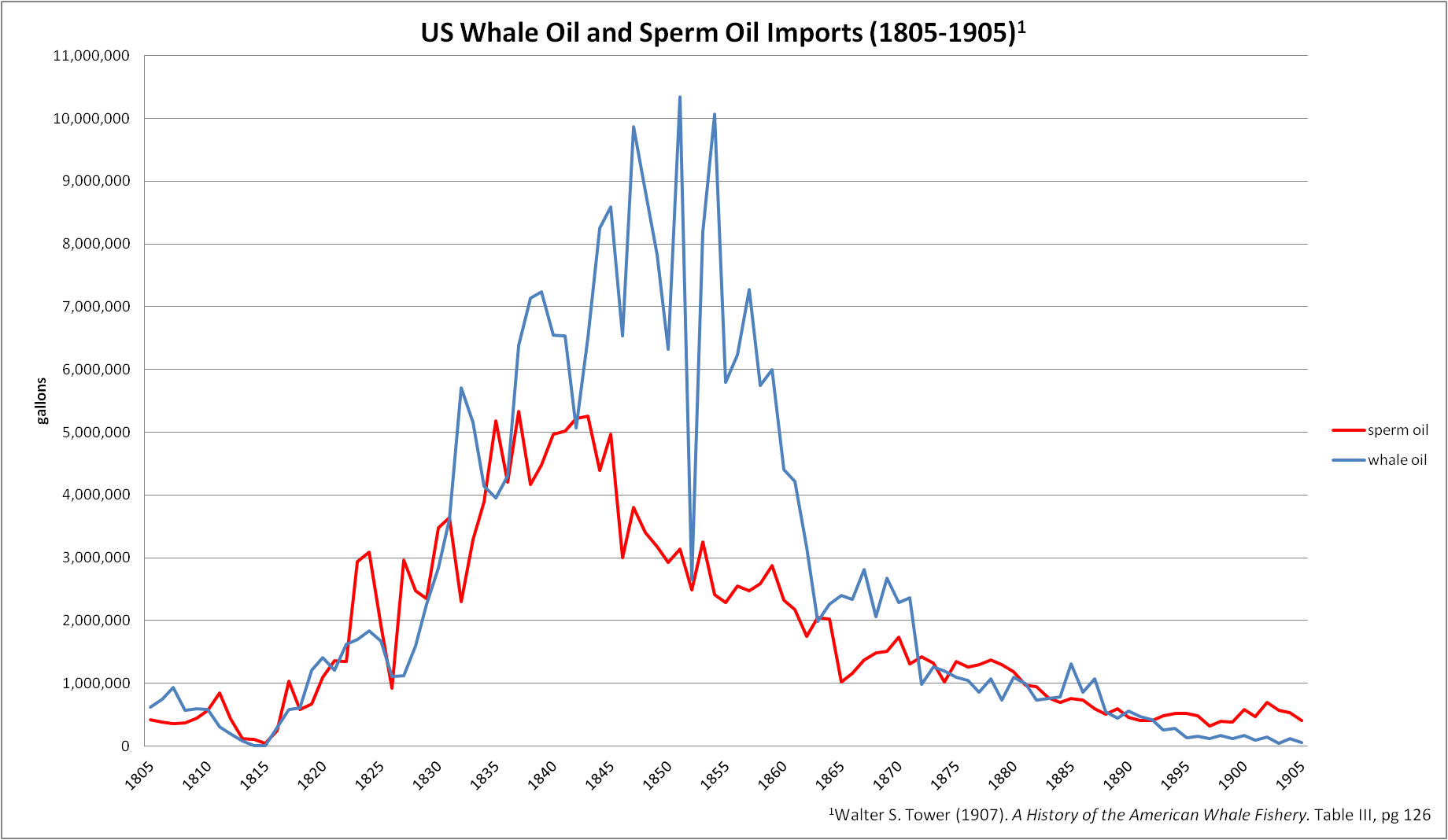
Importazioni americane di olio di balena e olio di spermaceti nel XIX secolo.

L'uso dell'olio di balena vide un declino costante a partire dalla fine del XIX secolo a causa dello sviluppo di prodotti alternativi superiori e, in seguito, dell'approvazione di leggi ambientali. Nel 1986, la Commissione internazionale per la caccia alle balene dichiarò una moratoria sulla caccia alle balene a fini commerciali, che oggi ha arrestato quasi del tutto l'uso di olio di balena. Agli Inuit del Nord America sono riconosciuti diritti speciali di caccia alla balena (giustificati in quanto parte integrante della loro cultura), ed essi usano ancora l'olio di balena come cibo e come olio per le lampade.
L'olio di balena era usato come illuminante a buon mercato, benché emanasse un forte odore quando veniva bruciato e non fosse molto popolare. Fu sostituito alla fine del XIX secolo dal cherosene, più a buon mercato, più efficiente e più duraturo.
Negli Stati Uniti d'America, l'olio di balena era usato nelle auto come costituente del fluido per trasmissioni automatiche finché non fu bandito dalla Legge sulle specie a rischio di estinzione (Endangered Species Act) del 1973.
Dopo l'invenzione dell'idrogenazione all'inizio del XX secolo, l'olio di balena fu usato per fare la margarina, una pratica che non è più in uso. L'olio di balena nella margarina è stato sostituito dall'olio vegetale.
L'olio di balena era usato anche per fare il sapone. Fino all'invenzione dell'idrogenazione all'inizio del XX secolo, era usato soltanto nei detersivi di qualità industriale perché il suo odore disgustoso e la sua tendenza a scolorire lo rendevano inadatto per il sapone cosmetico.

## Galleria d'immagini

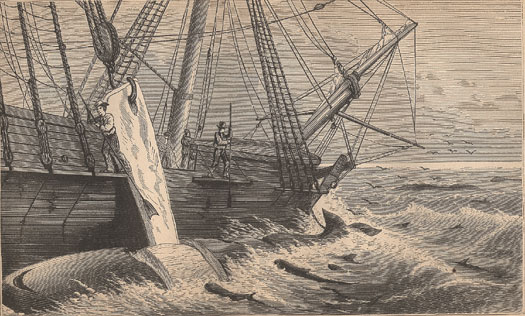
Balenieri che fanno a strisce il grasso da una balena uccisa.
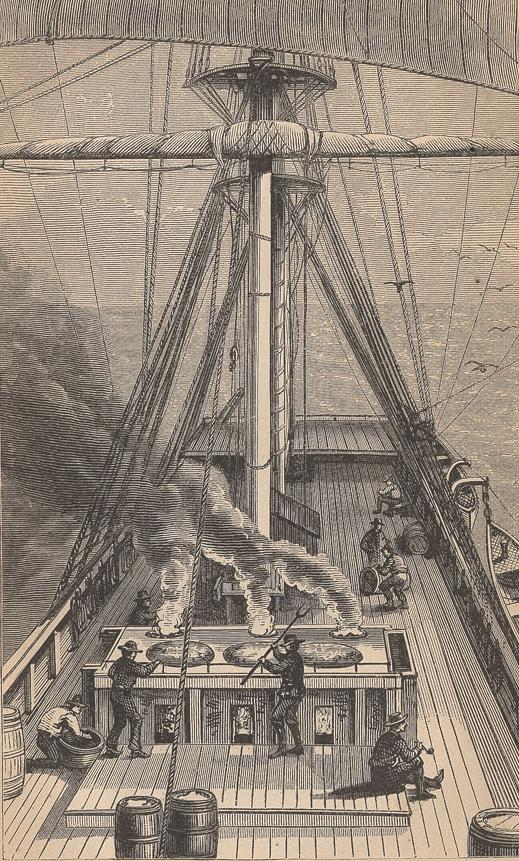
Balenieri che bollono il grasso sul ponte della loro nave (illustrazione del 1874).
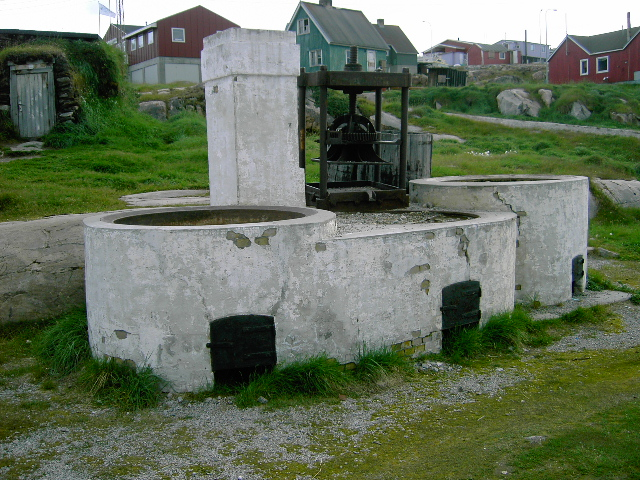
Forni usati per la purificazione a Ilulissat (Groenlandia).
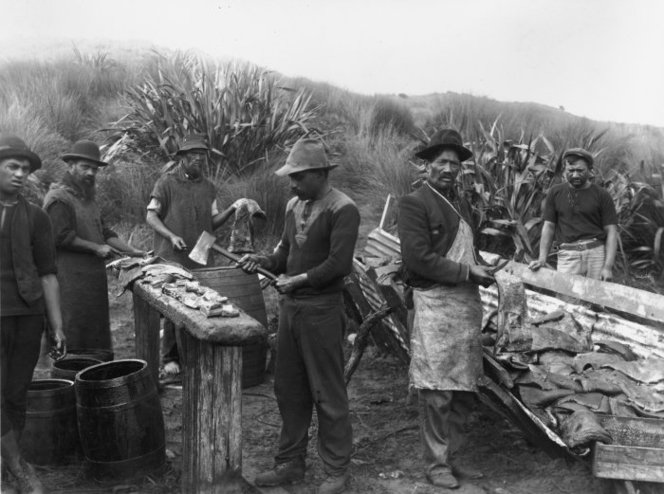
Maori tagliano a pezzi il grasso di globicefali spiaggiati (Nuova Zelanda, 1911).
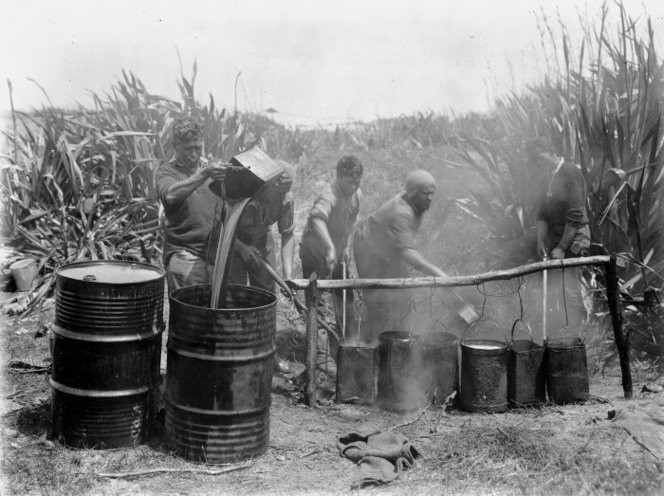
Maori bollono il grasso per estrarre l'olio (Nuova Zelanda, 1911).
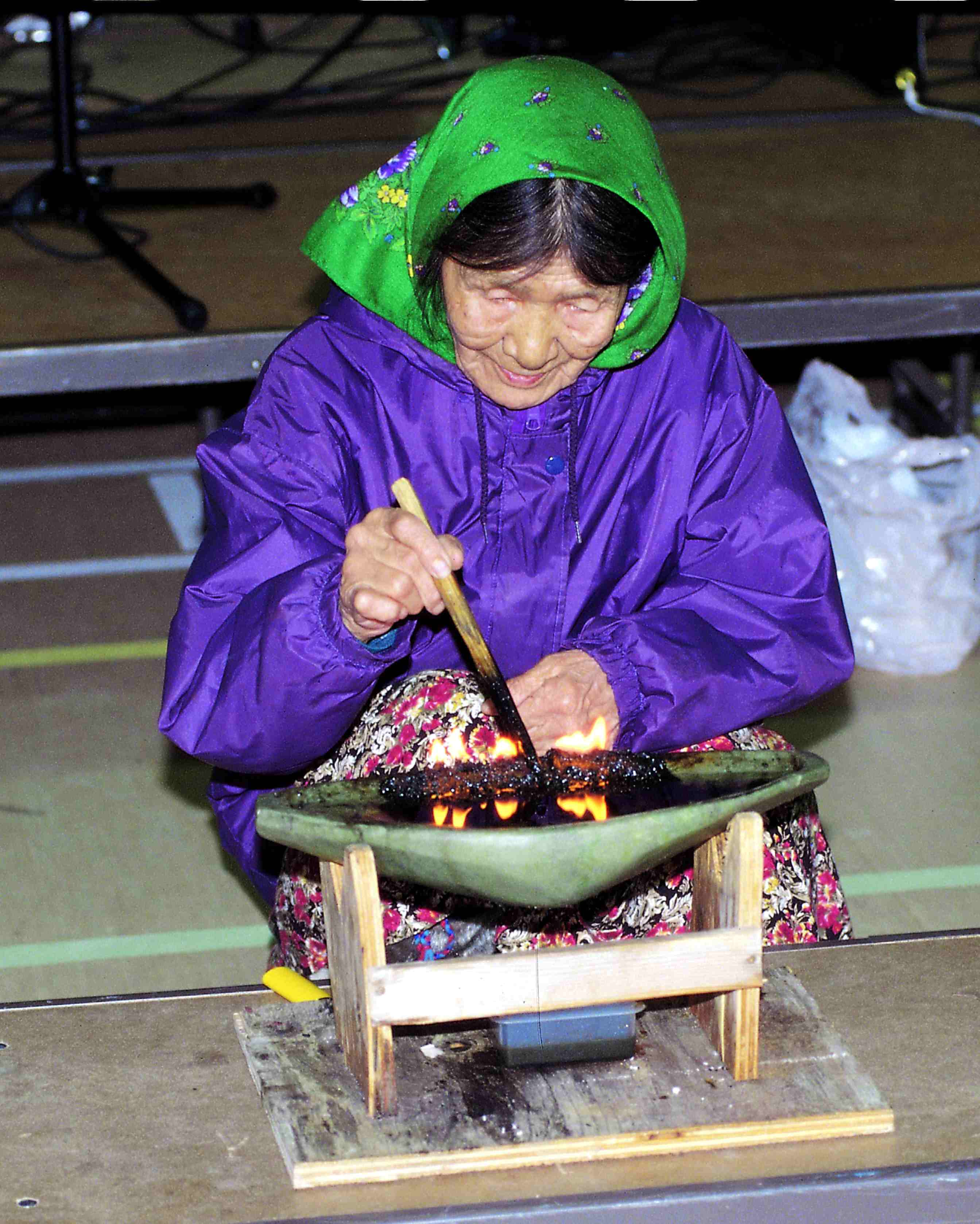
Una donna inuit bada a un qulliq, una lampada tradizionale con olio di balena (Nunavut, 1999).
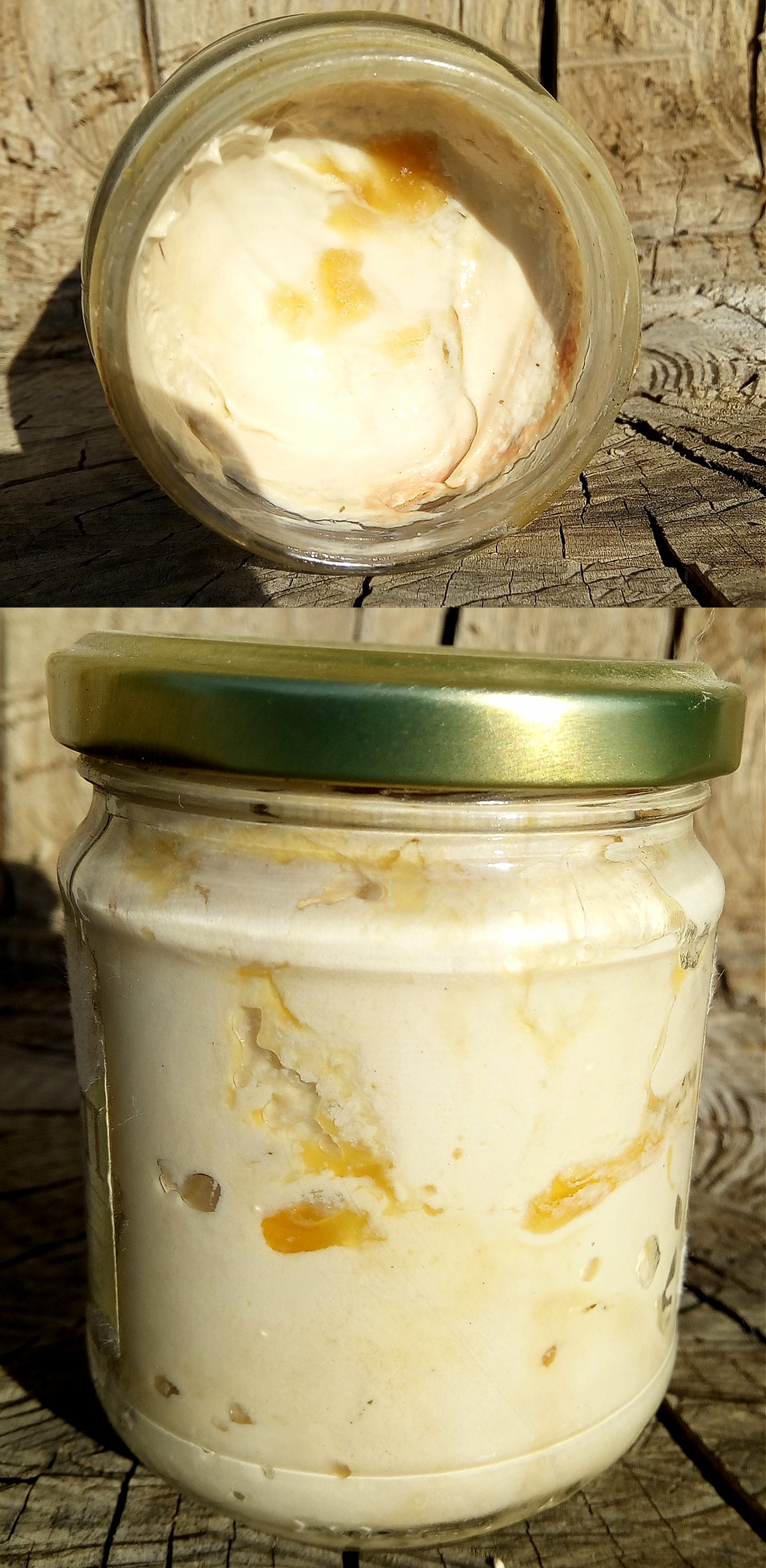
Grasso di balena o olio di balena idrogenato in un barattolo di vetro

## Nella letteratura, nella narrativa e nelle memorie
La ricerca e l'uso dell'olio di balena, insieme a molti altri aspetti della caccia alla balena, sono discusse in Moby Dick di Herman Melville. Nel romanzo, la preziosità della sostanza per la società americana contemporanea è enfatizzata quando il narratore immaginario nota che l'olio di balena è "raro come il latte delle regine". John R. Jewitt, un inglese che scrisse un memoriale sui suoi anni come prigioniero del popolo nootka sulla Costa del Pacifico nordoccidentale nel 1802-1805, descrive come quello che egli chiama olio di coda fosse usato come condimento per ogni piatto, perfino per le fragole.
Friedrich Ratzel in Storia dell'umanità (1896), quando discuteva le materie alimentari in Oceania, citava il commento di James Cook in relazione ai "Maori" che dice: "Nessun groenlandese è mai stato così affamato di olio di coda come i nostri amici qui, hanno ingoiato avidamente gli escrementi puzzolenti quando stavano riducendo il grasso dei pescecani mediante la bollitura."
Dunwall, una città portuale nel videogioco Dishonored (2012), usa l'olio di balena come base per la sua rivoluzione industriale.